# Sergei Wiktorowitsch Tertyschny
Sergei Wiktorowitsch Tertyschny (russisch Сергей Викторович Тертышный; * 3. Juni 1970 in Tscheljabinsk, Russische SFSR) ist ein ehemaliger russischer Eishockeyspieler, der in seiner aktiven Zeit von 1987 bis 2006 unter anderem Russischer Meister mit dem HK Metallurg Magnitogorsk wurde.

## Karriere
Sergei Tertyschny begann seine Karriere als Eishockeyspieler in seiner Heimatstadt im Nachwuchsbereich des HK Metallurg Tscheljabinsk, für dessen Profimannschaft er in der Saison 1986/87 sein Debüt in der zweiten sowjetischen Spielklasse gab. Nachdem er auch die folgende Spielzeit bei Metallurg begonnen hatte, wechselte der Verteidiger bereits nach vier Spielen zum Erstligisten und Stadtrivalen Metallurgs, dem HK Traktor Tscheljabinsk. Im Anschluss an die Olympiateilnahme 1994 wurde er im NHL Entry Draft 1994 in der elften Runde als insgesamt 275. Spieler von den Washington Capitals ausgewählt, für die er allerdings nie spielte. Stattdessen lief er von 1994 bis 1996 für deren Farmteam aus der American Hockey League, die Portland Pirates, auf. 
Zur Saison 1996/97 kehrte Tertyschny nach Russland zurück, wo er einen Vertrag beim HK Metallurg Magnitogorsk erhielt. Mit diesem gewann er in den folgenden vier Spielzeiten vier Titel. Auf europäischer Ebene war der Linksschütze 1999 und 2000 mit Metallurg in der European Hockey League erfolgreich. Zudem gewann er mit seiner Mannschaft in der Saison 1998/99 zum ersten und einzigen Mal in seiner Laufbahn die russische Meisterschaft. Bereits im Vorjahr wurde er mit Magnitogorsk Pokalsieger und erreichte das Playoff-Finale in der Superliga. 
Im Sommer 2000 unterschrieb Tertyschny einen Vertrag beim HK Lada Toljatti, für den er ebenso ein Jahr lang spielte wie anschließend für den HK Awangard Omsk. Nach einem Jahr, in dem der Russe mit dem professionellen Eishockey pausiert hatte, stand er in seiner Heimatstadt von 2003 bis 2006 noch einmal für seine Ex-Clubs HK Traktor Tscheljabinsk und HK Metschel Tscheljabinsk in der zweitklassigen Wysschaja Liga auf dem Eis.

### International
Für Russland nahm Tertyschny an den Olympischen Winterspielen 1994 in Lillehammer sowie der Weltmeisterschaft 1999 teil.

## Erfolge und Auszeichnungen
| - 1988 Bronzemedaille bei der U18-Junioren-Europameisterschaft - 1990 Silbermedaille bei der U20-Junioren-Weltmeisterschaft - 1994 IHL All-Star-Team - 1998 Russischer Vizemeister mit dem HK Metallurg Magnitogorsk | - 1998 Russischer Pokalsieger mit dem HK Metallurg Magnitogorsk - 1999 European-Hockey-League-Gewinn mit dem HK Metallurg Magnitogorsk - 1999 Russischer Meister mit dem HK Metallurg Magnitogorsk - 2000 European-Hockey-League-Gewinn mit dem HK Metallurg Magnitogorsk |